# Championnats du monde d'haltérophilie 2023
Navigation
Édition précédente Édition suivante
Les 88e Championnats du monde d'haltérophilie se déroulent à Riyad (Arabie saoudite) du 4 au 17 septembre 2023 au complexe olympique du Prince Faisal bin Fahd.
Si aucun quota n'est décerné à l'issue de la compétition pour les Jeux olympiques de Paris en 2024, les sportifs doivent néanmoins y participer pour y être éligibles.
Les athlètes russes et biélorusses sont autorisés à participer aux championnats sous la bannière neutre conformément aux recommandations du CIO .

## Résultats

### Hommes
| Épreuve     | Or                         | Or        | Argent                  | Argent | Bronze                     | Bronze |
| ----------- | -------------------------- | --------- | ----------------------- | ------ | -------------------------- | ------ |
| 55 kg       |                            |           |                         |        |                            |        |
| Arraché     | Lại Gia Thành              | 123 kg    | Ngô Sơn Đỉnh            | 117 kg | Thada Somboon-uan          | 116 kg |
| Épaulé-jeté | Lại Gia Thành              | 146 kg    | Ngô Sơn Đỉnh            | 144 kg | Thada Somboon-uan          | 143 kg |
| Total       | Lại Gia Thành              | 269 kg    | Ngô Sơn Đỉnh            | 261 kg | Thada Somboon-uan          | 259 kg |
| 61 kg       |                            |           |                         |        |                            |        |
| Arraché     | Li Fabin                   | 141 kg    | Sergio Massidda         | 137 kg | Shota Mishvelidze          | 136 kg |
| Épaulé-jeté | Hampton Morris             | 168 kg    | Li Fabin                | 167 kg | Aniq Kasdan                | 166 kg |
| Total       | Li Fabin                   | 308 kg    | Sergio Massidda         | 302 kg | Ding Hongjie               | 301 kg |
| 67 kg       |                            |           |                         |        |                            |        |
| Arraché     | Chen Lijun                 | 153 kg    | Eko Yuli Irawan         | 146 kg | Gor Sahakyan               | 142 kg |
| Épaulé-jeté | Chen Lijun                 | 180 kg    | Francisco Mosquera (en) | 176 kg | Lee Sang-yeon              | 176 kg |
| Total       | Chen Lijun                 | 333 kg    | Eko Yuli Irawan         | 321 kg | Gor Sahakyan               | 312 kg |
| 73 kg       |                            |           |                         |        |                            |        |
| Arraché     | Wei Yinting                | 157 kg    | Weeraphon Wichuma       | 154 kg | Ritvars Suharevs           | 154 kg |
| Épaulé-jeté | Weeraphon Wichuma          | 195 kg    | Bak Joo-hyo             | 187 kg | Muhammed Furkan Özbek      | 187 kg |
| Total       | Weeraphon Wichuma          | 349 kg    | Wei Yinting             | 337 kg | Muhammed Furkan Özbek      | 334 kg |
| 81 kg       |                            |           |                         |        |                            |        |
| Arraché     | Mukhammadkodir Toshtemirov | 164 kg    | Oscar Reyes             | 163 kg | Rafik Harutyunyan          | 162 kg |
| Épaulé-jeté | Rahmat Erwin Abdullah      | 209 kg RM | Bozhidar Andreev        | 195 kg | Gaýgysyz Töräýew           | 193 kg |
| Total       | Oscar Reyes                | 356 kg    | Rahmat Erwin Abdullah   | 354 kg | Mukhammadkodir Toshtemirov | 352 kg |
| 89 kg       |                            |           |                         |        |                            |        |
| Arraché     | Andranik Karapetyan        | 175 kg    | Marin Robu              | 173 kg | Keydomar Vallenilla        | 171 kg |
| Épaulé-jeté | Mirmostafa Javadi          | 215 kg    | Li Dayin                | 213 kg | Keydomar Vallenilla        | 210 kg |
| Total       | Mirmostafa Javadi          | 384 kg    | Li Dayin                | 383 kg | Keydomar Vallenilla        | 381 kg |
| 96 kg       |                            |           |                         |        |                            |        |
| Arraché     | Qasim Al-Lami              | 175 kg    | Karim Abokahla          | 174 kg | Won Jong-beom              | 172 kg |
| Épaulé-jeté | Karim Abokahla             | 213 kg    | Won Jong-beom           | 212 kg | Mahmoud Hassan             | 209 kg |
| Total       | Karim Abokahla             | 387 kg    | Won Jong-beom           | 384 kg | Qasim Al-Lami              | 379 kg |
| 102 kg      |                            |           |                         |        |                            |        |
| Arraché     | Yauheni Tsikhantsou        | 183 kg    | Garik Karapetyan        | 183 kg | Jang Yeon-hak              | 182 kg |
| Épaulé-jeté | Liu Huanhua                | 224 kg    | Fares El-Bakh           | 218 kg | Jang Yeon-hak              | 217 kg |
| Total       | Liu Huanhua                | 404 kg    | Jang Yeon-hak           | 399 kg | Yauheni Tsikhantsou        | 394 kg |
| 109 kg      |                            |           |                         |        |                            |        |
| Arraché     | Akbar Djuraev              | 189 kg    | Hristo Hristov          | 181 kg | Dadash Dadashbayli         | 180 kg |
| Épaulé-jeté | Ruslan Nurudinov           | 227 kg    | Akbar Djuraev           | 226 kg | Dadash Dadashbayli         | 223 kg |
| Total       | Akbar Djuraev              | 415 kg    | Ruslan Nurudinov        | 407 kg | Dadash Dadashbayli         | 403 kg |
| +109 kg     |                            |           |                         |        |                            |        |
| Arraché     | Lasha Talakhadze           | 220 kg    | Gor Minasyan            | 213 kg | Varazdat Lalayan           | 212 kg |
| Épaulé-jeté | Lasha Talakhadze           | 253 kg    | Simon Martirosyan       | 250 kg | Ali Davoudi                | 249 kg |
| Total       | Lasha Talakhadze           | 473 kg    | Varazdat Lalayan        | 460 kg | Gor Minasyan               | 459 kg |

### Femmes
| Épreuve     | Or                    | Or        | Argent               | Argent | Bronze               | Bronze |
| ----------- | --------------------- | --------- | -------------------- | ------ | -------------------- | ------ |
| 45 kg       |                       |           |                      |        |                      |        |
| Arraché     | Sirivimon Pramongkhol | 78 kg     | Rosina Randafiarison | 77 kg  | Cansu Bektaş         | 75 kg  |
| Épaulé-jeté | Sirivimon Pramongkhol | 101 kg    | Rosina Randafiarison | 93 kg  | Cansu Bektaş         | 87 kg  |
| Total       | Sirivimon Pramongkhol | 179 kg    | Rosina Randafiarison | 170 kg | Cansu Bektaş         | 162 kg |
| 49 kg       |                       |           |                      |        |                      |        |
| Arraché     | Hou Zhihui            | 95 kg     | Jiang Huihua         | 95 kg  | Mihaela Cambei       | 90 kg  |
| Épaulé-jeté | Jiang Huihua          | 120 kg RM | Hou Zhihui           | 116 kg | Jourdan Delacruz     | 112 kg |
| Total       | Jiang Huihua          | 215 kg RM | Hou Zhihui           | 211 kg | Jourdan Delacruz     | 200 kg |
| 55 kg       |                       |           |                      |        |                      |        |
| Arraché     | Chen Guan-ling        | 91 kg     | Rohelys Galvis       | 90 kg  | Irene Borrego        | 89 kg  |
| Épaulé-jeté | Chen Guan-ling        | 112 kg    | Rohelys Galvis       | 111 kg | Rosalba Morales      | 110 kg |
| Total       | Chen Guan-ling        | 203 kg    | Rohelys Galvis       | 201 kg | Irene Borrego        | 199 kg |
| 59 kg       |                       |           |                      |        |                      |        |
| Arraché     | Luo Shifang           | 107 kg    | Kamila Konotop       | 106 kg | Pei Xinyi            | 102 kg |
| Épaulé-jeté | Luo Shifang           | 136 kg    | Kuo Hsing-chun       | 130 kg | Kamila Konotop       | 130 kg |
| Total       | Luo Shifang           | 243 kg    | Kamila Konotop       | 236 kg | Pei Xinyi            | 232 kg |
| 64 kg       |                       |           |                      |        |                      |        |
| Arraché     | Natalia Llamosa       | 101 kg    | Julieth Rodríguez    | 101 kg | Ruth Ayodele         | 100 kg |
| Épaulé-jeté | Park Min-kyung        | 123 kg    | Ruth Ayodele         | 122 kg | Natalia Llamosa      | 122 kg |
| Total       | Natalia Llamosa       | 223 kg    | Ruth Ayodele         | 222 kg | Park Min-kyung       | 220 kg |
| 71 kg       |                       |           |                      |        |                      |        |
| Arraché     | Liao Guifang          | 120 kg    | Angie Palacios       | 117 kg | Olivia Reeves        | 111 kg |
| Épaulé-jeté | Liao Guifang          | 153 kg RM | Olivia Reeves        | 142 kg | Angie Palacios       | 138 kg |
| Total       | Liao Guifang          | 273 kg RM | Angie Palacios       | 255 kg | Olivia Reeves        | 253 kg |
| 76 kg       |                       |           |                      |        |                      |        |
| Arraché     | Sara Ahmed            | 108 kg    | Kim Su-hyeon         | 106 kg | Hellen Escobar       | 106 kg |
| Épaulé-jeté | Sara Ahmed            | 138 kg    | Hellen Escobar       | 136 kg | Bella Paredes        | 135 kg |
| Total       | Sara Ahmed            | 246 kg    | Hellen Escobar       | 242 kg | Bella Paredes        | 240 kg |
| 81 kg       |                       |           |                      |        |                      |        |
| Arraché     | Wang Zhouyu           | 122 kg    | Liang Xiaomei        | 122 kg | Neisi Dajomes        | 115 kg |
| Épaulé-jeté | Liang Xiaomei         | 159 kg RM | Wang Zhouyu          | 155 kg | Eileen Cikamatana    | 146 kg |
| Total       | Liang Xiaomei         | 281 kg    | Wang Zhouyu          | 277 kg | Eileen Cikamatana    | 256 kg |
| 87 kg       |                       |           |                      |        |                      |        |
| Arraché     | Lo Ying-yuan          | 112 kg    | Jung A-ram           | 107 kg | Anastasiia Manievska | 106 kg |
| Épaulé-jeté | Solfrid Koanda        | 156 kg    | Yeinny Geles         | 138 kg | Jung A-ram           | 134 kg |
| Total       | Lo Ying-yuan          | 245 kg    | Yeinny Geles         | 244 kg | Jung A-ram           | 241 kg |
| +87 kg      |                       |           |                      |        |                      |        |
| Arraché     | Park Hye-jeong        | 124 kg    | Son Young-hee        | 122 kg | Lisseth Ayoví        | 121 kg |
| Épaulé-jeté | Park Hye-jeong        | 165 kg    | Mary Theisen-Lappen  | 160 kg | Lisseth Ayoví        | 155 kg |
| Total       | Park Hye-jeong        | 289 kg    | Mary Theisen-Lappen  | 277 kg | Lisseth Ayoví        | 276 kg |

## Tableau des médailles
- Pays organisateur

| Rang  | Nation                        | Or | Argent | Bronze | Total |
| ----- | ----------------------------- | -- | ------ | ------ | ----- |
| 1     | Chine                         | 7  | 4      | 2      | 13    |
| 2     | Thaïlande                     | 2  | 0      | 1      | 3     |
| 3     | Égypte                        | 2  | 0      | 0      | 2     |
| 3     | Taipei chinois                | 2  | 0      | 0      | 2     |
| 5     | Colombie                      | 1  | 3      | 0      | 4     |
| 6     | Corée du Sud                  | 1  | 2      | 2      | 5     |
| 7     | Ouzbékistan                   | 1  | 1      | 1      | 3     |
| 8     | Italie                        | 1  | 1      | 0      | 2     |
| 8     | Viêt Nam                      | 1  | 1      | 0      | 2     |
| 10    | Géorgie                       | 1  | 0      | 0      | 1     |
| 10    | Iran                          | 1  | 0      | 0      | 1     |
| 12    | Indonésie                     | 0  | 2      | 0      | 2     |
| 13    | Équateur                      | 0  | 1      | 2      | 3     |
| 13    | États-Unis                    | 0  | 1      | 2      | 3     |
| 15    | Arménie                       | 0  | 1      | 1      | 2     |
| 16    | Madagascar                    | 0  | 1      | 0      | 1     |
| 16    | Nigeria                       | 0  | 1      | 0      | 1     |
| 16    | Ukraine                       | 0  | 1      | 0      | 1     |
| 19    | Turquie                       | 0  | 0      | 2      | 2     |
| 20    | Australie                     | 0  | 0      | 1      | 1     |
| 20    | Azerbaïdjan                   | 0  | 0      | 1      | 1     |
| 20    | Bahreïn                       | 0  | 0      | 1      | 1     |
| 20    | Irak                          | 0  | 0      | 1      | 1     |
| 20    | Mexique                       | 0  | 0      | 1      | 1     |
| 20    | Venezuela                     | 0  | 0      | 1      | 1     |
| 20    | Athlètes indépendants neutres | 0  | 0      | 1      | 1     |
| Total | Total                         | 20 | 20     | 20     | 60    |